# بوابة فصل إقصائي

رمز بوابة XOR في الدارات الرقمية

مخطط فن لـ

بوابة الفصل الإقصائي أو بوابة «أو» الإقصائي  (بالإنجليزية: XOR Gate) مختصرة من Exclusive or، هي بوابة منطقية متعددة المداخل ولها مخرج واحد. نحصل على مخرج (المخرج) يساوي 1، إذا كان عدد المداخل التي بها قيمة (1) فردية (1، 3، 5 .. الخ) وصفر إذا ما كان عددها زوجياً.
نأخذ مثالا من مدخلين A و B. المخرج يكون في حالتين مساوي للقيمة 1 (عندما يكون المدخلين ذوا قيمة مختلفة) ويكون المخرج صفر عندما يكون المدخلين ذوا قيمة متساوية، كما في الجدول.
|   | المداخل | المخرج  |
| - | ------- | ------- |
| A | B       | A XOR B |
| 0 | 0       | 0       |
| 1 | 0       | 1       |
| 0 | 1       | 1       |
| 1 | 1       | 0       |

في المنطق الرياضي، نرمز للفصل الاقصائي بالرمز {\displaystyle \oplus } أو بالرمز {\displaystyle \veebar }.

## طرق إنشاء مخرج اكس اور
|                                         |                                             |                                                        |
| بوابة XOR عن طريق استخدام 4 بوابات NAND | بوابة XOR عن طريق استخدام بوابتين: OR و AND | بوابة XOR عن طريق استخدام ثلاث بوابات: AND و OR و NAND |

الجزء الأيمن من الصورة يبين كيفية بناء بوابة اكس اور عن طريق 4 بوابات NAND. رياضيا نصيغ العلاقة كالتالي:

{\displaystyle x\,{\underline {\lor }}\,y\Leftrightarrow {\Big (}x\,{\overline {\land }}\,(x\,{\overline {\land }}\,y){\Big )}\,{\overline {\land }}\,{\Big (}y\,{\overline {\land }}\,(x\,{\overline {\land }}\,y){\Big )}}
الجزء المتوسط من الصورة يبين كيفية بناء بوابة اكس اور عن طريق استخدام بوابتين: OR و AND. رياضيا نصيغ العلاقة كالتالي:

{\displaystyle x\,{\underline {\lor }}\,y\Leftrightarrow {\Big (}\,(\neg {x}\land y)\lor (x\land \neg {y})\,{\Big )}}
الجزء الأيسر من الصورة يبين كيفية بناء بوابة اكس اور عن طريق استخدام ثلاث بوابات: AND و OR و NAND. رياضيا نصيغ العلاقة كالتالي: 

{\displaystyle x\,{\underline {\lor }}\,y\Leftrightarrow {\Big (}\,(x{\overline {\land }}y)\land (x\lor y)\,{\Big )}}